# Thallium
Thallium (dle starších pravidel též thalium či talium; chemická značka Tl, latinsky Thallium) je značně toxický měkký, lesklý kov bílé barvy.

## Základní fyzikálně-chemické vlastnosti
Thallium je velmi řídce se vyskytující kovový prvek, nalézající se obvykle jako příměs v sulfidických rudách. V přírodě se vyskytuje pouze ve formě sloučenin, v mocenství Tl+1 a Tl+3.
Při teplotách pod 2,39 K je tento kov supravodivý.
Objevil jej roku 1861 sir William Crookes při spektroskopickém zkoumání obsahu telluru ve zbytcích po zpracování sulfidických rud.

## Výskyt a výroba

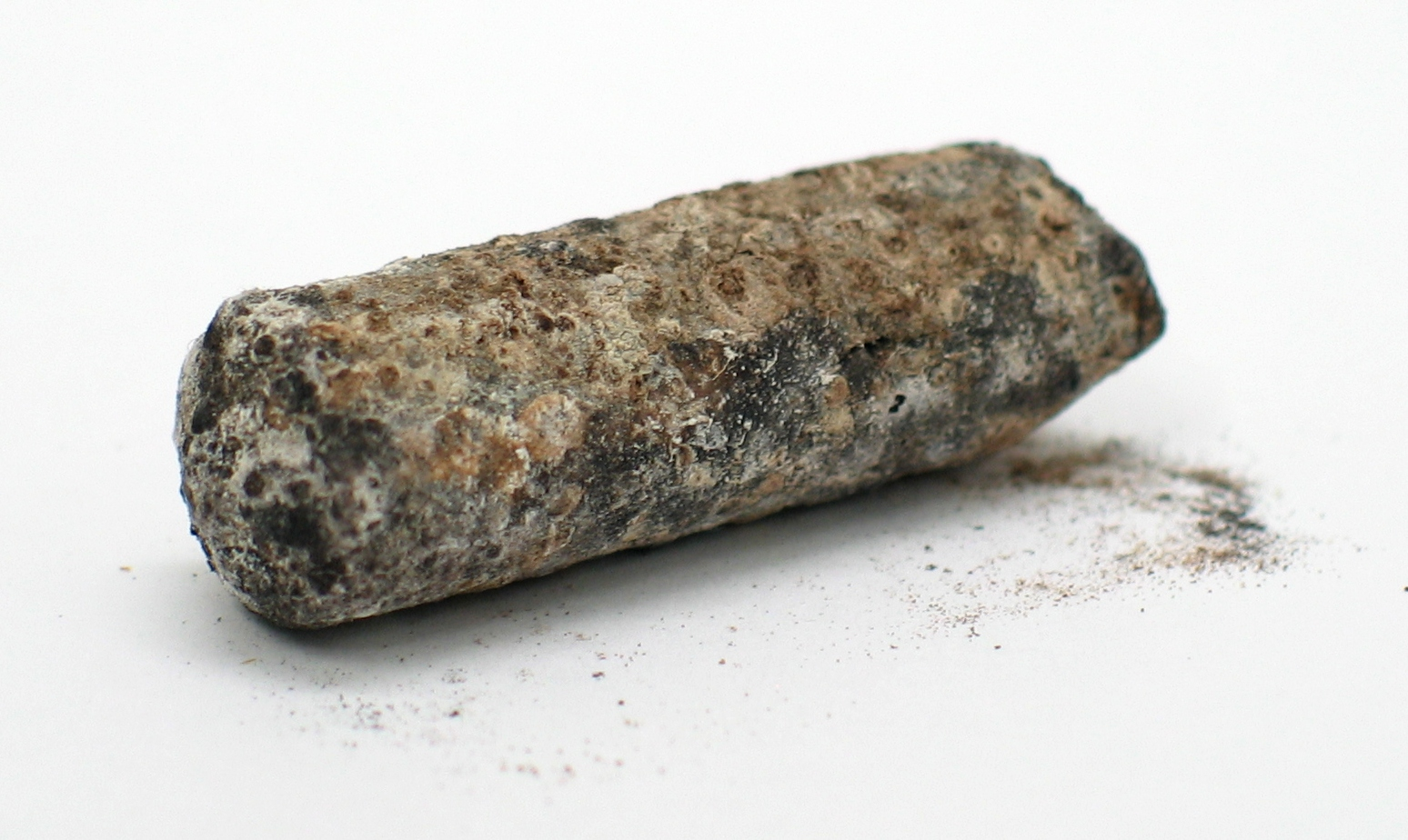
Zkorodované thallium

- Thallium je v zemské kůře značně vzácným prvkem. Průměrný obsah činí pouze 0,5–2 ppm (mg/kg). V mořské vodě je jeho koncentrace natolik nízká, že ji nelze změřit ani nejcitlivějšími analytickými technikami, udává se, že je nižší než 0,01 μg/l. Ve vesmíru připadá na jeden atom thalia přibližně 300 miliard atomů vodíku.

- V horninách se vyskytuje vždy pouze jako příměs, především v sulfidických rudách mědi, olova a zinku. Odpad po zpracování těchto rud slouží pak jako surovina pro přípravu čistého thallia elektrolýzou. V některých lokalitách se také nachází ve zvýšené koncentraci v jílových minerálech a žule.

## Využití
- Většina produkce thallia se spotřebovává v elektronice. Je důležitým prvkem při výrobě některých polovodičů, například tranzistorů, fotočlánků s citlivostí v infračervené oblasti spektra a supravodičů.

- Sloučeniny thallia jsou značně toxické, a proto se thallium v minulosti používalo jako účinná látka některých prostředků na hubení krys, dalších hlodavců i hmyzu.

- Thallium nachází uplatnění při výrobě speciálních skel. Jde o slitiny se sírou, selenem a arsenem, které poskytují velmi těžká, ale snadno tavitelná (teplota tání 125–150 °C) skla s mimořádně velkou odrazivostí, tedy s vysokým indexem lomu světla.

- Přidává se do lehkotavitelných slitin.

- Výbojky plněné parami thallia vydávají zelené světlo.

- Jeho slabými roztoky se impregnuje dřevo a moří obilí před výsevem.

- Slouží k výrobě detekčních členů pro měření úrovně záření gama v jaderných elektrárnách a jaderném výzkumu.

- Radioizotop 201Tl se používá při radionuklidovém vyšetření průtoku krve koronárním řečištěm.[4]

- vodné roztoky solí thallia s  organickými kyselinami mají velmi vysokou hustotu a užívají se v mineralogii mj. pro orientační stanovení hustoty nerostů (Clericiho roztok – mravenčan a malonan thallný, hustota 4,25 g/cm3 při 20 °C)

## Zdravotní rizika
Thallium je považováno za mimořádně toxický prvek. V mnoha státech světa proto již bylo zakázáno používat jej jako součást nástrah na krysy a mravence. Thallné soli jsou velmi prudkými jedy pro teplokrevná zvířata. Buněčný jed se snadno váže na nervovou tkáň a vylučovací orgány. Otrava nastane po dávkách 0,1–0,5 g; smrtelná dávka je 1–5 g. Soli thallia jsou pokládány za potenciálně karcinogenní. Pro tyto vlastnosti, a také pro obtížnou detekovatelnost, je thallium oblíbené mezi traviči.
Mezi příznaky otravy mj. patří: vypadávání vlasů a chlupů, bolest/znecitlivění nervů končetin (periferální neuropatie), poškození trávicí soustavy, krvavé zvracení, bolesti břicha (doprovázené i zácpou), prsou a kloubů. Bylo zjištěno, že na otravu thalliem existuje účinný protijed – barvivo berlínská modř. Podává se orálně; při průchodu tělem na sebe váže ionty thallia a je pak vyloučeno stolicí.
V hutním průmyslu hrozí expozice pracovníků thalliem v podobě polétavého prachu. Jako maximální přípustná dávka, které může být vystavena pokožka anebo dýchací orgány, bylo určeno množství 0,1 mg/m3 vzduchu za pracovní (8hodinovou) směnu.